# Référendum luxembourgeois de 1937
Le référendum luxembourgeois de 1937 se tient le 6 juin 1937. Les électeurs sont invités à exprimer leur avis sur le nouveau projet de loi, qui permettrait d'interdire tous les partis politiques susceptibles de chercher à modifier la Constitution ou la législation nationale par la violence ou par les menaces. Ce projet de loi qui vise, entre autres, à dissoudre le Parti communiste, est nommé Maulkuerfgesetz (ou en français : Loi muselière ou encore Loi d’ordre).

## Mode de scrutin
C'est la loi du 12 mai 1937 portant organisation du Référendum du 6 juin 1937 et l'arrêté du 12 mai 1937, pris en exécution de la loi du même jour portant organisation du référendum du 6 juin 1937 qui définissent les modalités de ce scrutin.

## Contexte
En 1933, lors d’une interpellation sur les menées nazies à Luxembourg, le ministre d’État Joseph Bech annonça que le Gouvernement étudiait un projet de loi contre des mouvements cherchant à détruire l’ordre constitutionnel du pays. C’étaient les communistes qui étaient visés. En 1934 deux instituteurs communistes (Dominique Urbany et Jean Kill) furent renvoyés. Après les élections partielles de juin 1934 dans les circonscriptions du Sud et de l’Est, le premier député communiste élu, Zénon Bernard, fut démis de son mandat par la majorité de centre droit de la Chambre et la liste communiste qui avait obtenu 7 % des voix dans la circonscription du Sud invalidée.
En 1935, le Gouvernement déposa une première version du projet de loi sur la défense de l’ordre politique et social. Le 7 mai 1937, le ministre d’État Joseph Bech déclara à la Chambre : « […] le projet de loi sur la défense de l’ordre politique et social n’est que le corollaire de l’invalidation du député communiste Zénon Bernard en 1934. »
L’opposition à ce projet s’était formée dès 1935 dans des comités où se réunirent des intellectuels, une partie de la gauche socialiste et libérale et les communistes. Une Ligue pour la défense de la démocratie se fonda. Le parti ouvrier et les syndicats libres se démarquèrent de ce « front démocratique » et organisèrent leur propre campagne. Les débats furent extrêmement tendus entre les camps en présence. La gauche accusa la majorité de droite de fascisme tandis que la droite dénonça des velléités de front populaire entre socialistes et communistes.
Après six versions différentes, la loi pour la défense de l’ordre politique et social, avisée positivement par le Conseil d’Etat, fut approuvée le 20 avril 1937 par une large majorité (30 voix contre 19). Elle ciblait le parti communiste et « des groupements et associations qui, par violences ou menaces, visent à changer la Constitution ou les lois du pays.»
Parallèlement à ces débats, l’époque fut marquée par une lutte intense des syndicats libres et chrétiens unis à cette fin pour obtenir une loi sur les contrats collectifs et la reconnaissance des syndicats comme partenaires sociaux capables de négocier avec le patronat. Le projet était à l’ordre du jour de la Chambre en décembre 1935, mais fut retiré au dernier moment sous la pression du patronat et reporté à janvier 1936. Les syndicats décidèrent de manifester dans la capitale le 12 janvier 1936. Ils réussirent à mobiliser leurs adhérents en masse et à forcer le gouvernement à faire voter la loi, suivie d’autres textes de grande portée sociale.
Le 18 février 1937, le parti ouvrier présenta un mémorandum à la Chambre qui dénonça le projet de loi sur la défense de l’ordre social et politique comme anti-constitutionnel. Le 16 avril, trois dirigeants syndicaux se rendirent chez le ministre d’État Bech pour demander un référendum sur la loi votée. L’accord de Bech aux syndicats fut confirmé par le Gouvernement le 17 avril 1937. On peut supposer que cet accord était dû surtout à la position de force acquise parles syndicats depuis 1936.

## Campagne référendaire
La campagne de cette consultation était très vivante surtout de la part du camp des « non ». Elle se déroulait dans une atmosphère de tension internationale. La démocratie en Europe était en train de basculer vers l’autoritarisme et le
fascisme. Le grand voisin allemand où Hitler était arrivé au pouvoir en 1933 jeta son ombre sur le Luxembourg. Des réfugiés persécutés en Allemagne affluaient au Grand-Duché. En Espagne, la guerre civile opposa les fascistes, soutenus par l’Allemagne nazie, et les républicains soutenus par des milliers de volontaires socialistes et communistes accourus de toute l’Europe, et aussi du Luxembourg. La gauche attaqua l’autoritarisme de droite au Portugal, en Hongrie et en Autriche. Le Gouvernement de centre droit insista sur la nécessité de préserver la neutralité du Grand-Duché face aux pays voisins et de s’abstenir de toute intervention dans leurs affaires intérieures.
Des intellectuels, des étudiants réunis dans l’ASSOSS, association des étudiants libéraux et socialistes, le « Escher Tageblatt » s’unirent aux députés qui avaient refusé la loi pour parcourir le pays et prendre la parole dans de nombreux meetings.
Par ailleurs, le climat social restait tendu au Luxembourg. Les grands syndicats continuaient à se mobiliser. Le parti communiste perçait dans le monde ouvrier et offrait au parti ouvrier de faire front commun.
La dernière semaine avant le référendum, le « Luxemburger Wort » s’engagea à fond pour la loi d’ordre et contre les adversaires. Il dénonça le danger communiste tout en attaquant les composantes de la coalition contre la loi d’ordre. Ainsi,
le 1er juin 1937, dans le feuilleton du journal (« Rundschau »), celui-ci s’adressa aux intellectuels catholiques pour leur rappeler leur devoir d’approuver la loi d’ordre. Le 2 juin, le « Luxemburger Wort » attaqua les socialistes pour leur rôle lors des événements de janvier 1919. Le 5 juin 1937 parut le manifeste de Gouvernement qui affirmait qu’aucune des libertés garanties par la Constitution n’était violée ou menacée par la loi. Le même jour le « Luxemburger Wort » termina sa campagne par un appel à la conscience des catholiques et en tendant la main à tous ceux qui voulaient travailler pour le bien du pays.

## Question posée
Le 7 mai 1937, la Chambre vota la loi portant organisation d’un référendum sur la loi pour la défense de l’ordre social et politique le 6 juin 1937, au même moment que devaient avoir lieu les élections législatives dans les
circonscriptions du sud et de l’est. La question, formulée en français et en allemand, reproduisit en partie l’article premier de la loi pour la défense de l’ordre politique et social :

« Êtes-vous d’accord à voir entrer en vigueur la loi qui décrète la dissolution du parti communiste et des groupements et associations qui, par violences ou menaces, visent à changer la Constitution ou les lois du pays ? »

Cette formulation donna lieu à de longs débats à la Chambre le 7 mai 1937. L’opposition exigea que le texte entier de la loi fût inscrit sur le bulletin de vote pour bien montrer que d’autres associations que le parti communiste pourraient faire l’objet de sanctions. La majorité rétorqua que la loi avait été envoyée à tous les ménages et que personne n’aurait le temps de lire le texte au moment de voter.

## Résultats
| Pour                     | 70 371  | 49,32 |
| Contre                   | 72 300  | 50,68 |
|                          |         |       |
| Votes valides            | 142 671 | 92,95 |
| Votes blancs             | 7 124   | 4,65  |
| Votes nuls               | 3 691   | 2,40  |
| Total                    | 153 486 | 100   |
| Abstention               |         |       |
| Inscrits / Participation |         |       |

| Pour 70 371 (49,32 %) |  |  | Contre 72 300 (50,68 %) |
| ▲                     |  |  |                         |
| Majorité absolue      |  |  |                         |